# 比安卡·帕斯库
比安卡·亚历山德鲁·帕斯库（羅馬尼亞語：Bianca Alexandru Pascu，1988年6月13日—），罗马尼亚女子击剑运动员，2011年世界杯悉尼站女子佩剑个人金牌得主、2017年欧洲锦标赛女子佩剑个人铜牌得主、2019年世界锦标赛女子佩剑个人铜牌得主。